# Pierre Peschier
Pierre Peschier (1. november 1739 i Genève – 16. januar 1812 i København) var en dansk handelsmand.

## Karriere
Han var søn af apoteker Pierre Peschier og Marguerite Blisson. Han kom i handelslære og besøgte 1765-68 Portugal, Holland, England og Frankrig, hvorved han erhvervede sig en betydelig handelskundskab, særlig med hensyn til ostindiske varer. Sidstnævnte år indkaldtes han til Danmark af Frédéric de Coninck, og efter at have arbejdet nogle år for dennes hus etablerede han sig selv, han fik indfødsret 1776. Ved Peschiers store dygtighed, energi og vovsomhed blev hans forretning snart en af "den glimrende handelsperiodes" betydeligste, men undergik rigtignok også, ligesom denne, adskillige katastrofer. Ved siden af en udbredt kornforretning førte Peschier navnlig forretning på Rusland med ostindiske produkter; af Asiatisk Kompagnis varer skal han i de 30 år 1773-1803 have afsat for gennemsnitlig 2 mio. kr. (1900-priser) årligt!

### Mindre krise
Han måtte imidlertid allerede få år efter at have etableret sig opgive sit bo, men kom snart på fode igen og gav senere alle sine kreditorer fuld dækning. På ny i begyndelsen af 1790'erne opgav han sit bo, men nåede atter hurtig til vejrs, støttet dels af Asiatisk Kompagni, hvis bedste kunde han var, dels af staten. I det hele stod Peschier i et meget intimt forhold til det offentlige. Han fik forskud af staten til sine forretninger, han var finansministeren Ernst Schimmelmanns protegé, og han bistod til gengæld regeringen med råd og dåd i de mange handels- og finanssager, hvori den var interesseret. I hin periode, der ikke mindst får sit præg ved regeringens, storhandelens og de storhandlendes indbyrdes nøje forbindelse, hører Peschier på sit område til en af forgrundsfigurerne.

### Krise og nedgang
Den store krise i 1799 ramte Peschier følelig, og den hjælp, han fik af Bankkontoret, udviklede sig efterhånden til, at han blev dets debitor for et beløb af 3/4 mio. kr. De forøgede forretningsvanskeligheder i århundredets begyndelse svækkede yderligere hans stilling, og i 1804 kom der en ordning i stand, hvorved staten associerede sig med ham. Han optog sin nevø Agier i firmaet, der på Bankkontorets vegne tiltrådtes af direktør Wexelsen. Peschier fik en stærkt begrænset myndighed i forretningen, der mere og mere gik over til at blive en egentlig statsforretning. I de første år tjentes en del, senere kom der imidlertid store tab. Af vidtrækkende betydning blev det, da direktør Wexelsen i husets navn, men i virkeligheden for staten, i 1808 sendtes til Norge og her påbegyndte omfattende forretninger, navnlig i tømmer. Ved disse tjente staten gennem sine licenser og toldintraderne, men de kom ikke huset Peschier videre til gode, og de endte med, at norske skovejere bragtes i et gældsforhold til Danmark, der var af et enormt omfang og først sent og vanskelig likvideredes efter at have affødt ikke ringe bitterhed og misnøje i Norge.
I året 1810 var L.N. Hvidt trådt til for at skaffe orden i sagerne; han erklærede den hele forretning for "Hasardspil", men anså det dog for nødvendigt at holde den oppe, da den betragtedes som drevet for kongelig regning. I 1815 nedsattes en kommission til behandling af huset Peschiers affærer, som derefter ved fornyet støtte i kontanter og kredit fra Statskassen endelig i de følgende år afvikledes.

## Eftermæle
Imidlertid var Peschier død 16. januar 1812. 1809 var han blevet Ridder af Dannebrog. Han, der havde været en af sin tids pengefyrster her hjemme – Danske Banks nuværende bygning (Peschiers Gård fra 1795) i Holmens Kanal var hans bolig og ejendom –, døde som en fattig mand, i de sidste år understøttet af staten. Men han fik det eftermæle ikke blot at have været et stort forretningstalent og en kundskabsrig mand med betydelige almene interesser (man skylder ham et værdifuldt handelsstatistisk exposé fra århundredets begyndelse), men også en retskaffen og en offervillig mand. "Han var stedse virksom, god og velgjørende, men ikke stedse lykkelig."
Peschier, der tilhørte den fransk-reformerte menighed, blev gift 15. oktober 1784 i Holmens Kirke med Marie Susanne Grodtschilling (døbt 14. september 1762 i samme kirke – 18. oktober 1816 i København), datter af kaptajnløjtnant, senere kontreadmiral Frederik Grodtschilling (1731-1792, gift 2. gang 1772 med Frederikke Louise Lütken, 1747-1814) og Suzanna Marie Prescher (1744-1768).
Han er begravet på Assistens Kirkegård. Han er gengivet i et portrætmaleri af Jens Juel.